# Blaufränkisch
Blaufränkisch, auch Lemberger oder Blauer Limberger (klassischer Name), ist eine Rotweinsorte. Der Blaufränkisch bevorzugt mildes Klima und windgeschützte Standorte. Als früh austreibende Rebsorte ist sie immer vom Spätfrost gefährdet. Je nach Erntezeitpunkt lassen sich aus den Trauben leichte und fruchtige, aber auch tanninreiche Weine mit einer intensiv roten Farbe ausbauen, die einen kräftigen, fruchtigen, charaktervollen Rotwein mit Aromen von Kirschen und Beeren hervorbringen. Seine Lagerfähigkeit ist erheblich. Die vielen Vorzüge dieser Sorte zeigen sich auch in Verschnitten mit anderen Sorten wie Cabernet Sauvignon, Merlot, Trollinger oder Spätburgunder, denen sie mit ihrer Fruchtigkeit zu mehr Komplexität verhilft. Ein sortenreiner Blaufränkisch ist ein hervorragender Begleiter zu Wildgerichten, stark mit Kräutern gewürzten Gemüsegerichten und Teigwaren sowie zu pikanten Käsesorten.

## Abstammung, Herkunft

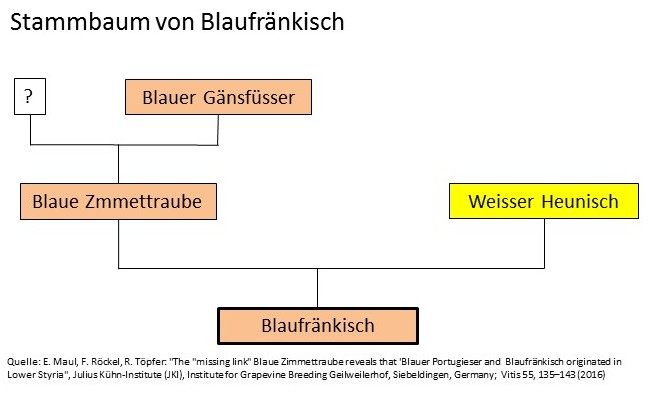
Stammbaum

Blaufränkisch ist eine natürliche Kreuzung aus Blauer Zimmettraube (=Sbulzina) und Weißem Heunisch.
Forschungen gehen davon aus, dass der Ursprung der bereits vor 1750 nachgewiesenen Sorte Blaufränkisch sehr wahrscheinlich in der Untersteiermark zu orten ist. Die in Österreich erstmals im 18. Jahrhundert nachweisbare Sorte wurde in Deutschland erst ab Mitte des 19. Jahrhunderts unter der Bezeichnung Lemberger oder Limberger angebaut.
In der zweiten Hälfte des 19. Jahrhunderts wurde sie unter den Bezeichnungen Limberger oder Lemberger schließlich auch in Deutschland heimisch. Die Bezeichnungen „Lemberger“ und „Limberger“ verweisen auf österreichische Gebiete. Aus Lemberg (Untersteiermark, heute Slowenien) wurden im Jahr 1877 Blaufränkisch-Reben als „Lembergerreben“ nach Deutschland exportiert. Der Name „Limberger“ wiederum verweist auf Limberg bei Maissau in Niederösterreich. In dieser Ortschaft wurden Ende des 19. Jahrhunderts ebenfalls „wurzelechte Limberger Blaufränkisch-Reben“ zum Verkauf angeboten, nach Deutschland transportiert und dort „Limberger“ genannt.
Blaufränkisch ist eine natürliche Kreuzung aus Blauer Zimmettraube (=Sbulzina) und Weißem Heunisch. Die internationale ampelographische Kommission (gegründet 1873 in Wien) legte 1875 europaweit den Namen Blaufränkisch fest. Bei der Herkunft wird Niederösterreich (Bad Vöslau) angegeben. Als alte Rebsorte in Österreich wurde sie auch in das Register der Traditionellen Lebensmittel eingetragen.
2022 wurde eine neue These veröffentlicht, worin der mögliche Ursprung der Sorte in der Thermenregion um Pfaffstätten und Baden (Niederösterreich) gesehen wird.

## Ampelographische Merkmale
- Die Triebspitzen sind hellgrün glänzend, etwas bronziert und schwach behaart.
- Die Blätter sind groß, grob gezähnt, wenig gelappt und dreilappig.
- Die Traube ist groß, verästelt, locker- bis dichtbeerig, kegelförmig mit mittelgroßen dickschaligen, saftigen blauschwarz gefärbten Beeren.
- Der Wuchs ist kräftig und aufrecht. Die Augen treiben früh aus und die jungen Triebe sind daher spätfrostgefährdet.

Reife: mittel – spät

## Ertrag
Die Erträge sind mittel bis hoch. Für eine gute Weinqualität ist eine gezielte Ertragsregulierung erforderlich.

## Vor- und Nachteile
Vorteilhaft ist die gute Kalkverträglichkeit und gute Winterfrostfestigkeit.
Nachteilig sind die Spätfrostanfälligkeit und die Blüteempfindlichkeit. Daraus ergibt sich eine gewisse Ertragsunsicherheit. Die Sorte ist anfällig für Echten und Falschen Mehltau sowie Stielfäule.

## Wein
Die Sorte liefert sehr dunkel gefärbte, gerbstoffreiche Weine mit nach Waldbeeren- oder Kirschfrucht geprägtem Bukett mit einer charakteristischen feinen Säure. Der Wein baut sich langsam aus, hat ein hohes Potenzial für längere Lagerung und erreicht als Altwein hohe Qualität. Im oberen Qualitätssegment wird er häufig in Holzfässern ausgebaut. Traditionell kommt dabei ein großes Holzfass zum Einsatz, in dem mehr als 1000 Liter Platz finden. Es werden aber auch das aus Frankreich bekannte Barrique und Fässer mit anderen Volumina verwendet.
David Schildknecht, der bis 2013 vom einflussreichen US-Magazin The Wine Advocate für die Evaluierung der Weine in Österreich und weiteren europäischen Ländern beauftragt war, umreißt die Vorzüge des Blaufränkischen wie folgt: „Die besondere Begabung, seine Herkunft samt Boden widerspiegeln zu können, trägt ohne Zweifel zur Anmut und Größe des Blaufränkischen bei. Was seine Unersetzbarkeit angeht, zählen allerdings vielmehr seine besonderen aromatischen und geschmacklichen Eigenschaften, gekennzeichnet nicht nur durch die auffallende Fruchtintensität, sondern auch durch die floralen, fleischigen, mineralischen und würzigen Züge.“

## Verbreitung

### Verbreitung auf der Welt 2010
| Land                 | Rebfläche ha |
| -------------------- | ------------ |
| Österreich (2015)    | 2807         |
| Peru                 | 92           |
| Chile                | 290          |
| Rumänien             | 760          |
| Slowakei             | 1378         |
| Slowenien            | 680          |
| Schweiz              | 3            |
| Kanada               | 4            |
| Kroatien             | 558          |
| Tschechien           | 1160         |
| Deutschland (2015)   | 1846         |
| Ungarn               | 7998         |
| Italien              | 59           |
| Weltanbaufläche 2010 | 17888        |

### Österreich

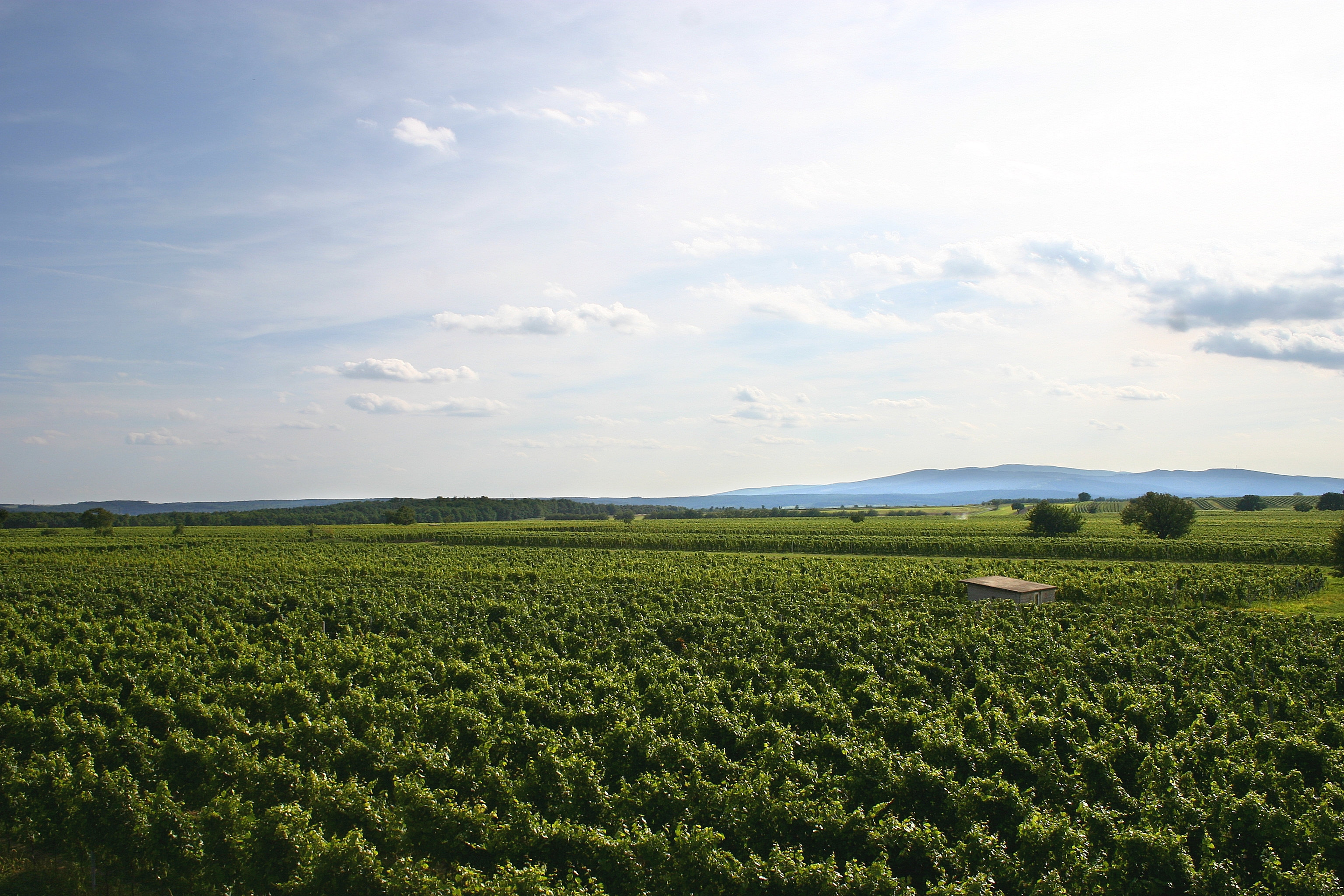
Die weitreichenden Weingärten am „Sonnberg“

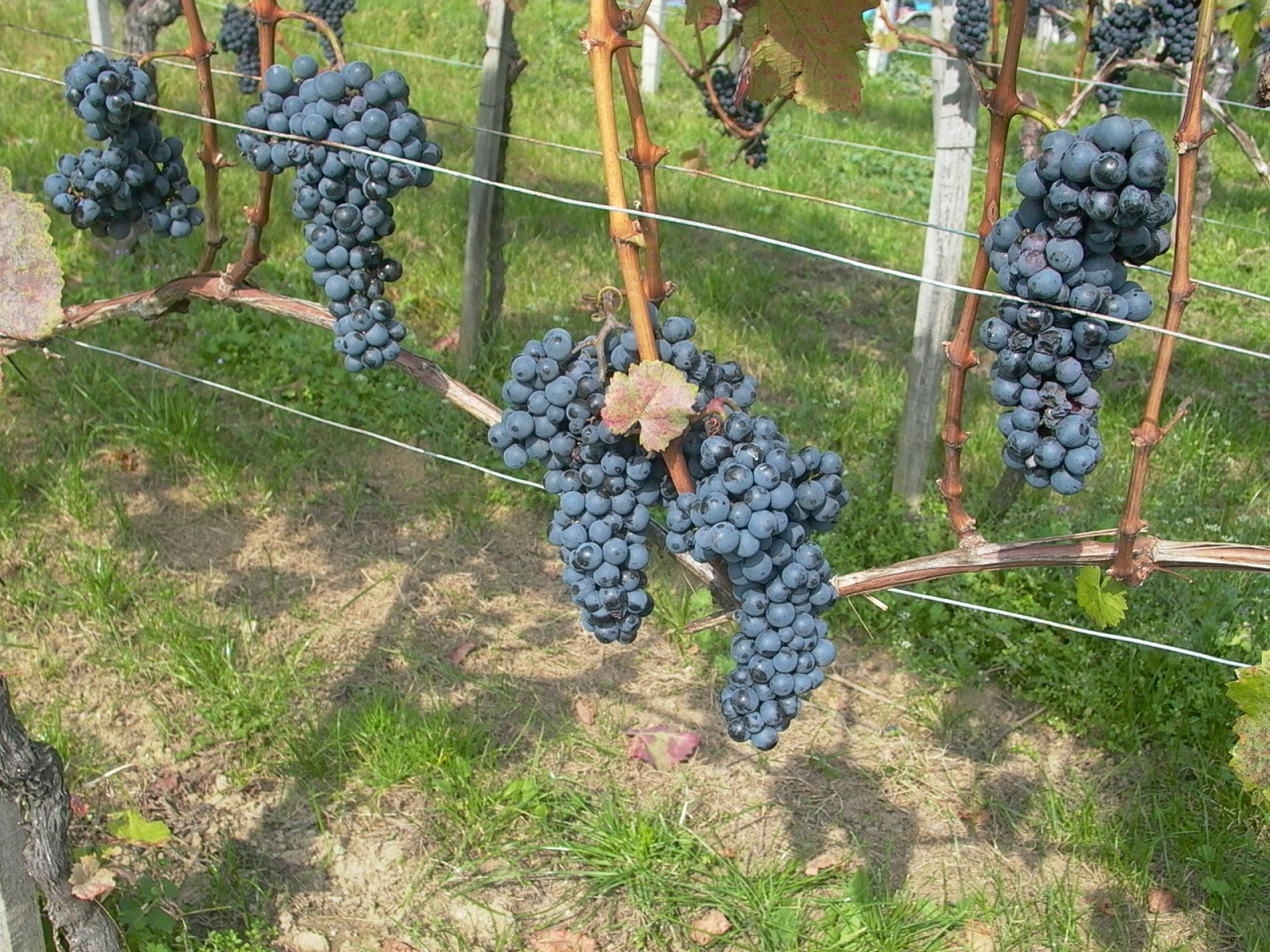
Reife Trauben am Eisenberg im südlichen Burgenland

Die Anbaufläche in Österreich belief sich im Jahr 2015 auf 2807 ha. Das bedeutet den zweiten Rang unter den roten Trauben, nach dem Zweigelt. Im Jahr 2015 umfasste der Blaufränkisch 18,8 % der Rotweinanbaufläche des Landes. 94 % des Blaufränkisch werden im Burgenland angebaut, wo die Sorte speziell im Weinbaugebiet Mittelburgenland, das deshalb auch Blaufränkischland genannt wird, einige der besten österreichischen Rotweine hervorbringt. Seit 2006 wird dem mit dem sogenannten Mittelburgenland DAC Rechnung getragen. Das kontinentale Klima mit seinen langen trockenen Sommern sorgt für hervorragende Traubenqualität, wobei die tiefgründigen Lehmböden den tiefwurzelnden Rebstöcken ermöglichen, die extrem niederschlagsarme Zeit gut zu überstehen. Dabei wird der österreichische Blaufränkische entweder reinsortig ausgebaut oder gerne mit anderen Sorten wie dem Zweigelt zu einer Cuvée verschnitten. Weitere wichtige österreichische Anbauflächen befinden sich im Weinbaugebiet Leithaberg an den Hängen des Leithagebirges, im Südburgenland am Eisenberg und im Weinbaugebiet Carnuntum.
Die unterschiedlichen Anbaubedingungen in den einzelnen österreichischen Weinbaugebieten lassen eine Bandbreite an möglichen Stilistiken erkennen: So etwa gibt es im burgenländischen Seewinkel warmfruchtige Sortenvertreter. An den Abhängen des nordburgenländischen Leithagebirges, am südburgenländischen Eisenberg sowie am Spitzerberg im Weinbaugebiet Carnuntum herrschen mineralisch geprägte Blaufränkische vor. Hingegen erbringen die schweren Lehmböden im Mittelburgenland eine mächtigere Sortenstilistik.
| Bundesland            | Rebfläche ha |
| --------------------- | ------------ |
| Niederösterreich      | 148,95       |
| Burgenland            | 2631,89      |
| Steiermark            | 20,76        |
| Wien                  | 4,92         |
| Übrige Bundesländer   | 1,28         |
| Summe Österreich 2015 | 2807,80      |

### Deutschland
Die Anbaufläche in Deutschland hat in den letzten Jahren wieder zugenommen. Im Jahr 2015 waren 1846 Hektar mit der Rebsorte, die hier meist Lemberger genannt wird, bestockt. Im Jahr 2006 waren noch 1664 ha Anbaufläche bestockt, nachdem im Jahr 1999 nur 1118 ha erhoben wurden. Seit 1. August 2000 ist die Bezeichnung Blaufränkisch anstelle von Lemberger auch in Franken wieder zugelassen.
Die Rebflächen in Deutschland verteilten sich im Jahr 2015 wie folgt auf die Anbaugebiete:
| Anbaugebiet                   | Fläche in ha \| |
| Deutschland                   | 1846            |
| Rheinland-Pfalz               | 58              |
| Pfalz                         | 42              |
| Rheinhessen                   | 15              |
| Mosel                         | 1               |
| Baden-Württemberg             | 1772            |
| Württemberg                   | 1705            |
| Baden                         | 67              |
| Bayern (Franken)              | 6               |
| Hessen (Hessische Bergstraße) | 2               |

### Ungarn
Die Ungarn bauen die Rebe als Kékfrankos hauptsächlich im Weinbaugebiet Sopron, am Südufer des Neusiedler Sees, am Plattensee (Balaton) und im südlichsten Weinbaugebiet Ungarns, in Villány, an. Dort erbringt die Rebe, die auch oft als Gamay noire (nicht identisch mit der französischen Sorte Gamay) oder Nagyburgundi abgefüllt wird, ihre national besten Ergebnisse. Der Kékfrankos hat auch weitgehend den Kadarka im Egri bikavér (Erlauer Stierblut) als Trägersorte abgelöst.
Der Sage nach soll der Name des Kékfrankos folgendermaßen entstanden sein: Napoleonische Truppen zogen während eines ihrer Feldzüge durch Ungarn und machten dort auch eine längere Zeit Station. Da Napoleon seine Truppen mit „roten“ Francs bezahlte (während die offizielle Währung in Frankreich „blaue“ Francs waren), bezahlten die Soldaten ihren Wein bei den ortsansässigen Winzern mit den roten Münzen, die viel weniger wert waren als die blauen. Die geschäftstüchtigen Winzer hatten schnell begriffen, dass ein spezieller Rotwein von den französischen Truppen bevorzugt wurde. Da sie auch über die verschiedenen Münzen Bescheid wussten, wurde dieser gefragte Wein nur für blaue Francs verkauft. Aus der Zusammensetzung der Wörter „blau“ (= kék) und „Francs“ (= Frank) entstand der Name „Kékfrankos“.

## Neuzüchtungen mit Blaufränkisch
Blaufränkisch wurde aufgrund seiner Qualität gerne als Kreuzungspartner genutzt:
Die in Österreich am häufigsten angebaute rote Rebsorte Zweigelt entstand 1922 aus einer Kreuzung zwischen St. Laurent x Blaufränkisch. Die Kreuzung wurde von Fritz Zweigelt an der Höheren Bundeslehranstalt und Bundesamt für Wein- und Obstbau in Klosterneuburg durchgeführt und nach ihm benannt.
1923 züchtete Fritz Zweigelt an der Höheren Bundeslehranstalt und Bundesamt für Wein- und Obstbau in Klosterneuburg die Rebsorte Blauburger mit den Sorten Blauer Portugieser x Blaufränkisch. Die gleichen Elternsorten nutzte August Herold für die Heroldrebe.
In den 1960er Jahren:
Gertrude Mayer an der Höheren Bundeslehranstalt und Bundesamt für Wein- und Obstbau in Klosterneuburg nutzte den Zweigelt zur Züchtung der Sorte Roesler (Kreuzung aus Blauer Zweigelt x Klosterneuburg 1189-9-77 (= Seyve Villard 18-402 × Blaufränkisch)) und der Sorte Rathay (Neuzüchtung aus Klosterneuburg 1189-9-77 (= Seyve Villard 18-402 × Blaufränkisch) x Blauburger).
In Tschechien entstand die Rebsorte André die vom Elternpaar St. Laurent x Blaufränkisch stammt.
Im Jahr 1971 entstand an der Staatlichen Lehr- und Versuchsanstalt für Wein- und Obstbau in Weinsberg die Rebsorte Acolon als Kreuzung aus dem Blaufränkisch x Dornfelder. Bereits ein Jahr davor wurden die Sorten Cabernet Cubin und Cabernet Mitos vorgestellt, die beide aus den Sorten Blaufränkisch und Cabernet Sauvignon entstanden.
In Beilstein (Württemberg) entstanden 1976 bei der Vermehrung von Lemberger-Reben durch Aussaat zwei Rebstöcke, deren Beeren ein ausgeprägtes Muskat-Aroma aufwiesen. Diese wurden ab 1983 weiter vermehrt, zunächst als "Muskat-Lemberger" bezeichnet und sind seit 2003 als Wildmuskat beim Bundessortenamt eingetragen.

## Synonyme
Blaue Fränkische, Blauer Limberger, Blaufränkische, Blaufranchis, Blaufranchisch, Blue French, Borgonja, Burgund Mare, Burgunder, Catonia Burgundica, Černé Skalické, Černé Starosvětské, Cerny Muskatel, Chirokolistny, Cierny Zierfandler, Crna Frankovka, Crna Moravka, Enliyarpaqli, Fekete Frankos, Fernon, Fränkische, Fränkische Schwarz, Fränkische Schwarze, Franconia, Franconia Nera, Franconia Nero, Franconien Bleu, Franconien Noir, Frankinja, Frankinja Crna, Frankinja Modra, Frankonia, Frankonien Noir, Frankos, Frankos Kék, Frankovka, Frankovka Crna, Frankovka Modra, Fronkus, Frühschwarze, Gamé, Gros Burgunder, Großburgunder, Imberghem, Imbergher, Jubiläumsrebe, Karmazin, Kék Frank, Kék Frankos, Kékfrank, Kékfrankos, Lampart, Lemberger, Limberg, Limberger, Limberger Black, Limberger Blauer, Limberger Noir, Limburske, Mährische, Mährische Schwarze Karmazin, Mährische Traube, Mährischer, Modra Frankija, Modra Frankinja, Modry Hyblink, Moravka, Moravske, Morva Frankinja Crna, Nagy Burgundi, Nagyburgundi, Neskorak, Neskore, Neskore Cerne, Neskore Pozdni, Noir de Franconie, Oporto, Orna Frankovka, Portugais Lerouse, Portugais Leroux, Portugais Rouge, Portugieser Rother, Pozdni, Pozdni Cerne, Pozdni Skalicke Cerne, Schwarz Limberger, Schwarze Fränkische, Schwarze Grobe, Schwarzer Burgunder, Schwarzfränkische, Schwarzgrobe, Schwarzgrober, Serina, Shirokolistnyj, Sirokolidtnyj, Sirokolstnii, Skalicke Cerne, Skalicke Modre, Spätschwarzer, Sryk Cerny, Starovetsky Hrozen, Sura Lisicina, Széleslevelű, Teltfürtű Kékfrankos, Vaghyburgundi, Velke Bugundske, Vojvodino.